# غول

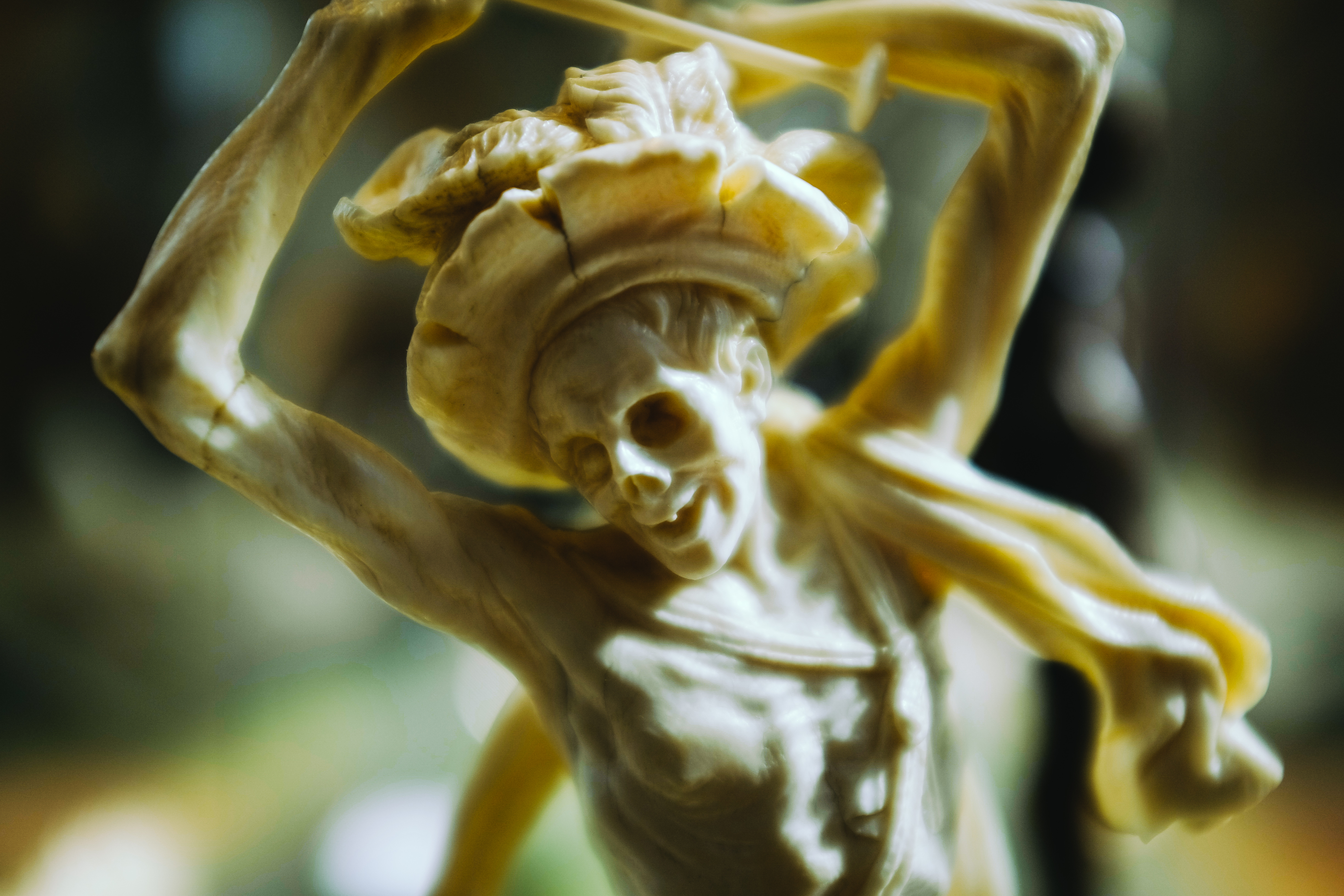
تمثال غول

الغول كائن خرافي يرد ذكره في القصص الشعبية والحكايات التراثية. يتصف هذا الكائن بالبشاعة والوحشية والضخامة، وغالبا ما يتم إخافة الناس بقصصه. وهو أحد المستحيلات الثلاثة عند أهل الجزيرة العربية. في الجاهلية، لم تسافر العرب بسبب الغول. ولكن عندما جاء الإسلام نزع تلك الأفكار. وقيل هو أحد أنواع الجن.

## الغول عند العرب
غول (مشتقة من غالو، وهي كائنات شيطانية في الأساطير السومرية والأكادية) كلمة رائجة في المجتمع العربي وموجودة أيضًا في اللغتين الإنجليزية والألمانية عن العربية لوصف وحش خيالي أو فوبيا أسطورية لشيء مفترس، عادة ما يستخدم هذا المصطلح في قصص الأطفال الشعبية أو لوصف كائن مجهول مخيف في العادة، اعتادت الأمهات والجدات أن يخفن بها الأطفال ليخلدوا للنوم مبكرا قائلين «الآن سيظهر الغول إذا لم تنم.» وممكن أن يقال «هذا يشبه الغول» ويقصد به الشتم أو الاستهزاء بأحد أو أن هذا الشخص بشع شكلياً لأن المعروف أن الغول مخلوق بشع مخيف. أيضاً الغول يأتي في الأفلام الكرتونية أو الرسوم المتحركة بأنه المخيف المؤذي للمخلوقات الحية في المدينة أو القرية. من أشهر ما قيل في الغول عند العرب: 
.

## الغول في التراث العربي
- قال عنترة:

- قال جرير:

## الغول في الإسلام
الغول هو مخلوق عربي يرد ذكره في القصص الشعبية ويوصف بأنه يغول المسافرين والمبتعدين عن الطريق، المتعمِّقين في الأحراش. وهو يصفر صفرة شيطانية من أمامك ثم من خلفك. ويستطيع التمثل للإنسان بشكل صديقه وهو مشهور عنه هذا الفعل.
قال ابن سيده: هكذا أَنشده سيبويه، ويروى: فيوماً يُجارِيني الهَوى، ويروى: يوافيني الهوى دون ماضي. وكلّ ما اغتال الإِنسانَ فأَهلكه فهو غُول. وتَغَوَّلتهم الغُول: تُوِّهوا. وفي حديث النبي: عليكم بالدُّلْجة فإِن الأَرض تطوى بالليل، وإِذا تَغَوَّلت لكم الغِيلان فبادروا بالأَذان، ولا تنزلوا على جوادِّ الطريق، ولا تصلّوا عليها، فإِنها مأْوى الحيات والسباع، أَي ادفعوا شرّها بذكر الله، وهذا يدل على أَنه لم يرد بنفيها عدمَها. وفي تحفة الأحوذي، للمباركفوري باب ما جَاءَ في سُورَة الْبقَرَةِ وَآيَةِ الكُرْسِي.
عن أَبي أَيّوبَ الأَنْصَارِيّ: «أَنّهُ كَانَتْ لَهُ سَهْوَةٌ فِيهَا تَمْرٌ، فَكَانَتْ تَجِيءُ الغُولُ، فَتَأْخُذَ مِنْهُ، فَشَكَى ذَلِكَ إِلَى النبيّ، فَقَالَ:» إذْهَبْ فإِذَا رَأَيْتَهَا«فَقلْ: بِسْمِ الله أَجِيبِي رَسُولَ الله، قالَ: فَأَخَذَهَا فَحَلَفَتْ أَنْ لاَ تَعُودَ فَأَرْسَلَهَا، فَجَاءَ إِلَى النبيّ فَقَالَ:» مَا فَعَلَ أَسِيرُكَ«؟ قَالَ: حَلَفَتْ أَنْ لاَ تَعُودَ قالَ: كَذَبَتْ وَهِيَ مُعَأوِدَةٌ لِلكَذِبِ، قَالَ: فَأَخَذَهَا مَرّةً أُخْرَى، فَحَلَفَتْ أَنْ لاَ تَعُودَ، فَأَرْسَلَهَا فَجَاءَ إِلَى النبيّ، فَقَالَ: مَا فَعَلَ أَسِيرُكَ؟ قَالَ: حَلَفَتْ أَنْ لاَ تَعُودَ، فَقَالَ:» كَذَبَتْ، وَهِيَ مُعَأوِدَةٌ لِلْكَذِبِ«. فَأَخَذَهَا فَقَالَ: مَا أَنَا بِتَاركِكِ، حَتّى أَذْهَبَ بِكَ إِلَى النبيّ، فَقَالَتْ إِنّي ذَاكِرَةٌ لَكَ شَيْئَاً. آيَةَ الكُرْسِيّ اقْرَأْهَا فِي بَيْتِكَ، فَلاَ يَقْرَبُكَ شَيْطَانٌ، وَلاَ غَيْرُهُ، قال فَجَاءَ إِلَى النبيّ فَقَالَ:» مَا فَعَلَ أَسِيرُكَ؟«قالَ: فَأَخْبَرَهُ بِمَا قَالَتْ. قالَ: صَدَقَتْ وَهِيَ كَذُوبٌ».
قال أبو عيسى: هذا حديثٌ حسنٌ غريبٌ وفي الباب عن أُبّي بن كعبٍ.
عن بريدة قال: (كان لي طعام فتبينت فيه النقصان. فكمنت في الليل، فإذا غول قد سقطت عليها، فقبضت عليها، فقلت: لا أفارقك حتى أذهب بك إلى النبي. فقالت: إني امرأة كثيرة العيال، لا أعود. فجاءت الثانية والثالثة، فأخذتها. فقالت: ذرني – أي دعني - حتى أعلمك شيئاً إذا قلته لم يقرب متاعك أحد منا. إذا أويت إلى فراشك فاقرأ على نفسك ومالك آية الكرسي. فأخبرت النبي فقال: «صدقت وهي كذوب»)
عن أبي أسيد الساعدي: (أنه لما قطع تمر حائطه، فجعله في غرفة له، فكانت الغول تخالفه إلى مشربته فتسرق تمره وتفسد عليه، فشكى ذلك إلى النبي فقال: «تكل فاستمع عليها، فإذا سمعت اقتحامها فقل: بسم الله أجيبي رسول الله». فقالت: يا أبا أسيد اعفني أن تكفلني أذهب إلى رسول الله وأعطيك موثقا من الله لا أخالفك إلى بيتك، ولا أسرق تمرك، وأدلك على آية تقرأها على بيتك فلا خالف إلا أهلك، وتقرأها على إنائك فلا يكشف غطاؤه. فأعطته الموثق الذي رضي به منها. وقال: الآية التي قلت أدلك عليها؟ قالت: آية الكرسي، ثم حلت استها تضرط. فأتى النبي فقص عليه حين ولت ولها ضراط فقال: «صدقت وهي كذوب»)
وقوله: (أنه كانت له سهوة) قال المنذري في الترغيب: السهوة بفتح السين المهملة هي الطاق في الحائط يوضع فيها الشيء، وقيل هي الصفة، وقيل المخدع بين البيتين، وقيل هو شيء شبيه بالرف، وقيل بيت صغير كالخزانة الصغيرة، قال: كل أحد من هؤلاء يسمى السهوة، ولفظ الحديث يحتمل الكل، ولكن ورد في بعض طرق هذا الحديث ما يرجح الأول، انتهى.
أما قوله: (فكانت تجيء الغول) قال المنذري: بضم الغين المعجمة هو شيطان يأكل الناس، وقيل هو من يتلون من الجن، انتهى.
قال المناوي في الغيلان: (أي ظهرت وتلونت بصور مختلفة - قال في الأذكار: الغيلان جنس من الجن والشياطين وهم سحرتهم ومعنى تغولت تلونت وتراءت في صور.
قال القزويني: وقد رأى جمع من الصحابة منهم عمر بن الخطاب – – حين سافر إلى الشام قبل الإسلام فضربه بالسيف، ويقال: إنه كخلقة الإنسان لكن رجلاه رجلا حمار).
وقال الجزري: الغول أحد الغيلان وهي من الجن والشياطين كانت العرب تزعم أن الغول في الفلاة تتراءى للناس فتتغول تغولاً، أي تتولن تلوناً في صور شتى، وتغولهم، أي تضلهم عن الطريق وتهلكهم، فنفاه النبي وأبطله، يعني بقوله: لا غول ولا صفر، وقيل قوله لا غول ليس نفياً لعين الغول ووجوده، وإنما فيه إبطال زعم العرب في تلونه بالصور المختلفة واغتياله. فيكون المعنى بقوله لا غول أنها لا تستطيع أن تضل أحداً، ثم ذكر الجزري حديث: إذا تغولت الغيلان فبادروا بالأذان. وقال: أي ادفعوا شرها بذكر الله، وهذا يدل على أنها لم يرد بنفيها عدمها، ثم ذكر حديث أبي أيوب: كان لي تمر في سهوة فكانت الغول تجيء فتأخذ. انتهى.
يقول تأبط شرا:
وفي الحديث:«لا عَدْوى ولا هامَة ولا صَفَرَ ولا غُولَ.»
وكانت العرب تقول إِن الغِيلان في الفَلَوات تَراءَى للناس، فتَغَوَّل تَغَوّلاً أَي تلوّن تلوّناً، فتضلّهم عن الطريق وتُهلكهم، وقيل: هي من مردَة الجن والشياطين، وذكروها في أَشعارهم، فأَبطل النبي، ما قالوا؛ قال الأَزهري: والعرب تسمي الحيّات أَغوالاً؛ قال ابن الأَثير: قوله لا غُولَ ولا صفَرَ، قال: الغُول أَحد الغِيلان وهي جنس من الشياطين والجن، كانت العرب تزعم أَن الغُول في الفَلاة تتراءَى للناس فتَتَغَوّل تَغوّلاً أَي تَتلوَّن تلوّناً في صُوَر شتَّى وتَغُولهم، أَي تضلهم عن الطريق وتهلكهم، فنفاه النبي، وأَبطله؛ وقيل: قوله لا غُولَ ليس نفياً لعين الغُول ووُجوده، وإِنما فيه إِبطال زعم العرب في تلوّنه بالصُّوَر المختلفة واغْتياله، فيكون المعنيّ بقوله لا غُولَ أَنها لا تستطيع أَن تُضل أَحداً، ويشهد له الحديث الآخر: لا غُولَ ولكن السَّعالي؛ السَّعالي: سحرة الجن، أَي ولكن في الجن سحرة لهم تلبيس وتخييل. وفي حديث أَبي أَيوب: كان لي تمرٌ في سَهْوَةٍ فكانت الغُول تجيء فتأْخذ. والغُول: الحيّة، والجمع أَغْوال.